# Северу, Роберту
Робе́рту Луи́ш Гашпа́р де Де́уш Севе́ру (порт. Roberto Luís Gaspar de Deus Severo; 3 мая 1976, Лиссабон), более известный как Бе́ту (порт. Beto, произносится ˈbɛtu) — португальский футболист (центральный защитник). Кавалер ордена Инфанта дона Энрике.

## Клубная карьера
Воспитанник лиссабонского «Спортинга», Бету провёл в главной команде этого клуба 10 лет. За это время он выиграл два титула чемпиона Португалии — в 2000 и 2002 годах, в последнем случае прибавив ещё и Кубок Португалии. Покинул клуб Бету в 2006 году, после конфликта с главным тренером Паулу Бенту, подписав контракт с французским «Бордо». Там игрок не задержался и уже через полгода подписал контракт с испанским «Рекреативо», где провёл два хороших сезона и провалил из-за травм третий. Завершил карьеру в клубе «Белененсиш» в 2010 году. В 2011 году подписал краткосрочный контракт с клубом «Альсира», но на поле не выходил.

## Карьера в сборной
В составе олимпийской сборной Португалии принимал участие в летних Олимпийских играх 1996 года.
В главной сборной Португалии дебютировал 6 сентября 1997 в матче против сборной Германии. Участник чемпионата мира 2002 (где забил один гол) и двух чемпионатов Европы: 2000 и 2004. Всего за сборную сыграл 31 матч, забил два мяча.

## Достижения
- Серебряный призёр чемпионата Европы: 2004
- Бронзовый призёр чемпионата Европы: 2000
- Чемпион Португалии: 1999/00, 2001/02
- Обладатель Кубка Португалии: 2002
- Обладатель Суперкубка Португалии: 2000, 2002